# Časopis Maćicy Serbskeje
Časopis Maćicy Serbskeje (в.-луж. Журнал Матицы Сербской) — научный, общественно-культурный и литературный лужицкий журнал, выходивший в Германии с 1848 года по 1937 год. Издавался на верхнелужицком и нижнелужицком языках.
Первый номер журнала вышел в 1848 году по инициативе лужицкой культурно-общественной организации Матица Сербская и был её печатным органом. Выходил один раз в год. До 1872 года назывался как «Časopis Towarstwa Maćicy Serbskeje».
Первым главным редактором журнала до 1852 года был лужицкий поэт Ян Арношт Смолер. В последующие годы главными редакторами были Якуб Бук (1853—1867), Михал Горник (1868—1894), Арношт Мука (1894—1932) и Ота Вичаз (1933—1937).
Последний девяностый номер журнала вышел в 1937 году. После Второй мировой войны организация Матица Сербская стала издавать с 1952 года подобный журнал с названием «Lětopis».